# Anton Tus
Anton Tus (22. listopadu 1931 – 4. září 2023) byl chorvatský generál, který sloužil jako velitel jugoslávského letectva v letech 1985 až 1991 a byl prvním náčelníkem štábu chorvatských ozbrojených sil od roku 1991 do roku 1991 během chorvatské války za nezávislost.
Jako absolvent Jugoslávské letecké akademie strávil většinu své kariéry službou v jugoslávském letectvu. V letech 1968 až 1969 byl velitelem 204. stíhacího leteckého pluku dislokovaného na letecké základně Batajnica. Poté byl velitelem 5. sboru letectva a protivzdušné obrany se sídlem v SR Chorvatsko.
V roce 1985 byl povýšen do čela jugoslávského letectva a tento post zastával až do svého zběhnutí v květnu 1991 uprostřed rozpadu Jugoslávie. Od září 1991 byl prvním náčelníkem generálního štábu chorvatských ozbrojených sil až do listopadu 1992, kdy se postavil proti politice chorvatského ministra obrany Gojka Šušaka vůči Bosně a Hercegovině. V této funkci jej vystřídal generál Janko Bobetko.
V letech 1992 až 1995 byl hlavním vojenským poradcem prezidenta Franjo Tuđmana, poté se v letech 1995 až 2001 stal vedoucím Úřadu pro mezinárodní spolupráci ministerstva obrany. V roce 2001 byl jmenován do funkce šéfa chorvatské mise při NATO až do odchodu do důchodu v roce 2005.
Zemřel v Záhřebu 4. září 2023 ve věku 91 let.